# El desvanecimiento
L'Évanouissement (en español El desvanecimiento) es la segunda novela del escritor franco - español Jorge Semprún, publicada en 1967 tras el rotundo éxito de El largo viaje. Está escrita en francés y publicada en Francia.

## Presentación

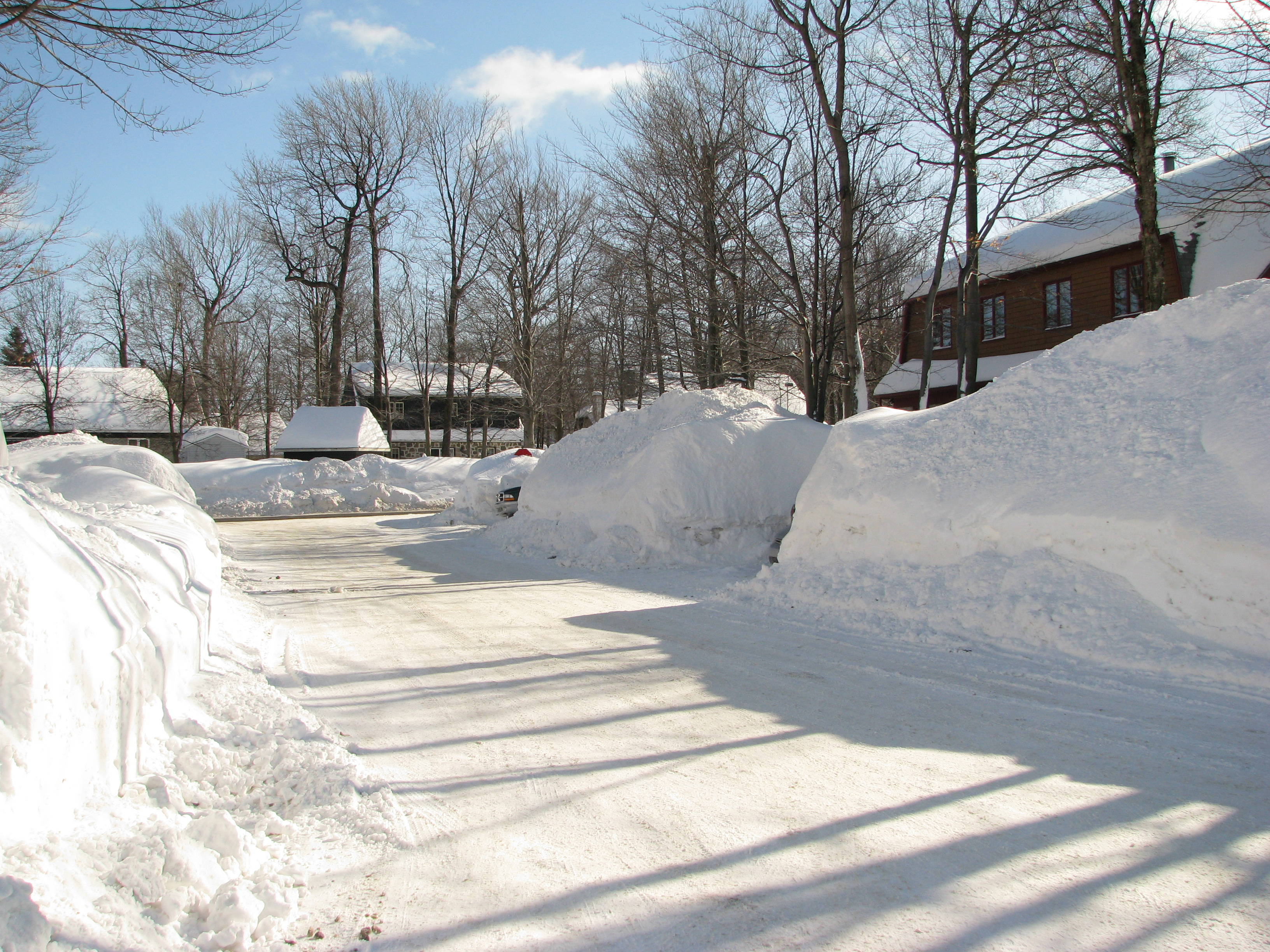
La nieve, símbolo de su amnesia

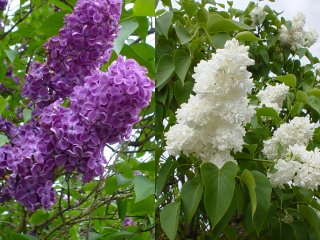
Lila : símbolo de su amnesia

Poco después de su regreso de Buchenwald, Manuel, el héroe de El gran viaje, cae inconsciente desde el andén del tren que lo llevaba a su casa en los suburbios de París.
Lo llevaron a una clínica, conmocionado, con una oreja desgarrada y casi amnésico. Cuando se despierta después de su operación, solo tiene acceso a fragmentos de su pasado a los que el narrador añade episodios de su futuro. Manuel intenta así reconstruirse, buscar su "yo" a través de retazos de biografía.
En este desorden de la memoria, domina una imagen pero que no logra situar en su contexto: la nieve y el lila. Manuel no tendría la solución hasta mucho más tarde, en 1956, pero por el momento su existencia le pareció una especie de desmayo aterrador. Entonces intenta conectar con la realidad, para comenzar una vida que no será la misma después del trauma que ha sufrido.
Sólo es realmente consciente de ello cuando se aferra a los episodios más intensos de su vida: el peligro en la época del maquis o los días clandestinos del Partido Comunista de España, el miedo y el dolor cuando fue torturado por la Gestapo o deportado a Buchenwald. Fuera de estos momentos de intensa comunión, la realidad se le aparece como una nebulosa lejana que no puede expresar con palabras.

## La imagen femenina en la historia.
En su estudio sobre las imágenes femeninas en la obra de Jorge Semprún, María Liénard Ortega aborda su presencia e importancia en El desmayo.
La imagen de la muerte, asociada a una mujer amada y deseada, también se encuentra en esta historia. Dos mujeres, Laurence y Lorène, juegan un papel crucial en el "retorno a la vida" del narrador-personaje, obsesionado por el recuerdo de la muerte, que sigue presente en su vida a pesar de que acaba de regresar del campo de Buchenwald.
Esta dualidad entre mujer y muerte que aparece desde el título, El desmayo, contiene tanto a Ève (en su forma hispánica Eva) como a la idea de la caída que provocará una pérdida de conciencia o 'pequeña muerte'. María Liénard Ortega se pregunta "qué conflictos, qué tensiones generan cuando estos dos antagonismos se encuentran, en los personajes, el narrador y las mujeres, impulsados por impulsos antagónicos de vida y muerte".
A partir de entonces, podemos considerar que la mujer, madre o Eva, dadora de vida, amada, deseada, o ambas, constituye un elemento del relato ligado al retorno de los malos recuerdos de Buchenwald, olvidados o incluso reprimidos en el narrador: "el personaje femenino tendría entonces, en la memoria involuntaria del narrador, un papel catalizador que favorecería el retorno de este pasado a la conciencia, daría lugar a una escritura que funcionaría como una válvula de escape".
El "retorno de lo reprimido" en los campos supervivientes del narrador, es decir, el retorno del recuerdo inquietante de la muerte de los otros deportados, con los que se identifica, coincide con el "retorno a la vida" y se expresa a través de lo que el narrador nos cuenta sobre "su relación con Laurence, su interlocutora privilegiada, a través de lo que ella despierta en él, los deseos que despierta, las fijaciones eróticas a las que puede responder".
El "retorno a la vida" es, ante todo, el recurso a una relación sensual y carnal ligada al deseo de luchar contra la soledad y la incomunicabilidad: "después de haber tenido que sufrir el sentimiento de no pertenencia creado por el desarraigo forzado, el personaje busca establecer una forma de comunión con los demás, en este caso con las mujeres, para romper el aislamiento". Quizás, en este caso, el lenguaje del cuerpo sea capaz de expresar más, de llenar los límites de las palabras, los vacíos del discurso y "liberar al narrador de las heridas y angustias del pasado durante tanto tiempo silenciado en la represión y el olvido".